# Elaphoglossum spathulinum
Elaphoglossum spathulinum là một loài dương xỉ trong họ Dryopteridaceae. Loài này được Raddi Christ mô tả khoa học đầu tiên năm 1907.